# Государственный музей истории религии

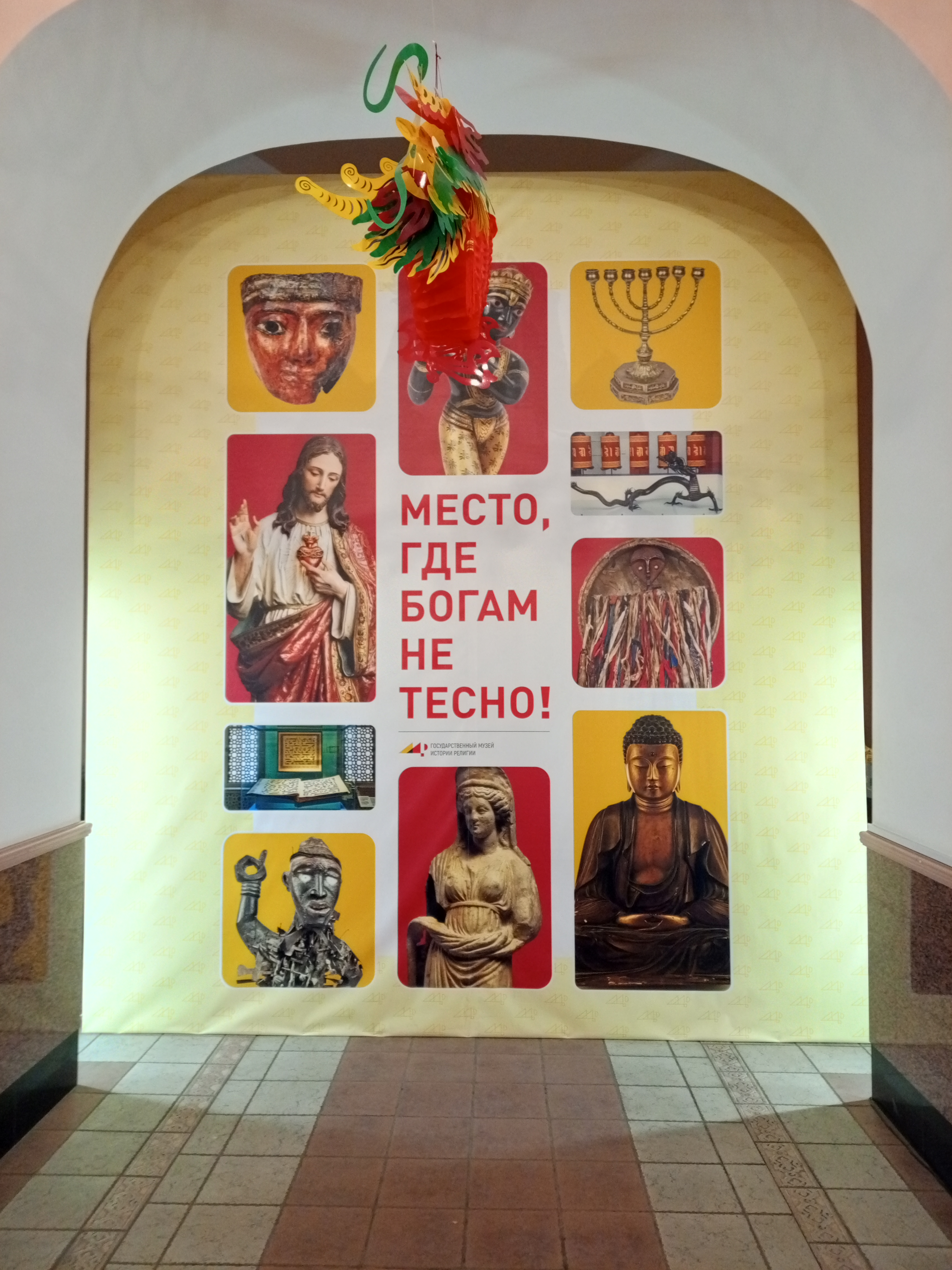
Плакат при входе в музей

Государственный музей истории религии (ранее — Государственный Музей истории религии и атеизма Министерства культуры СССР, Музей истории религии и атеизма АН СССР, Музей истории религии АН СССР) — музей в Санкт-Петербурге. С 2000 года располагается по адресу: Почтамтская улица, 14/5, в 1932—2000 годах располагался в здании Казанского собора (до его возвращения Русской православной церкви).
Музей истории религии — единственный в России и один из немногих музеев в мире, экспозиции которого представляют историю возникновения и развития религии. Собрание музея насчитывает более 180 000 экспонатов, древнейшие из которых датируются VI тысячелетием до н. э.

## История
Музей был образован в системе Академии наук СССР на основании решений Президиума АН СССР от 7 сентября 1930 года и Секретариата ЦИК СССР от 26 апреля 1931 года. В основу экспозиции музея легла антирелигиозная выставка, открытая в 1930 году в залах Зимнего дворца в Ленинграде. Официальное открытие музея в Казанском соборе состоялось 15 ноября 1932 года. Инициатором создания музея и его первым директором стал выдающийся российский историк религии, этнограф и антрополог В. Г. Богораз-Тан (1865—1936). Не менее важную роль в организации и функционировании музея сыграл М. И. Шахнович, занимавший должность заместителя директора музея с 1944 по 1960 год. В 1976—1986 годах директором музея работал Я. Я. Кожурин.
В 1991 году Государственному музею истории религии был передан бывший дом графа С. П. Ягужинского, впоследствии принадлежавший Почтовому ведомству. В 1980 году дом был расселён для капитального ремонта. Реставрация дома проходила с 1992 по 2000 год. Здание является выявленным объектом культурного наследия народов РФ.

## Постоянная экспозиция
Сегодня в Государственном музее истории религии открыты для посещения следующие разделы постоянной экспозиции:
- История русского православия;
- Католицизм;

- Протестантизм;

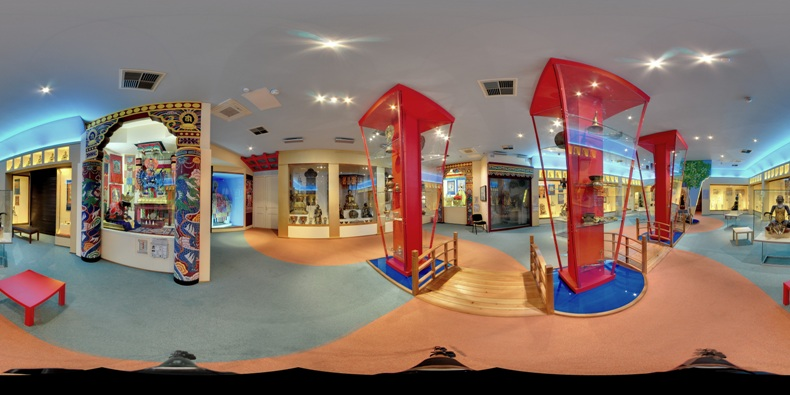
Зал «Буддизм» раздела постоянной экспозиции «Религии Востока»

- Религии Востока: буддизм, индуизм, конфуцианство, даосизм, синтоизм;
- Ислам.

26 апреля 2012 года в Музее после реэкспозиции открылись следующие разделы:
- Архаические верования и обряды;
- Религии Древнего мира: политеизм;
- Религии Древнего мира: иудаизм и возникновение монотеизма;
- Возникновение христианства.

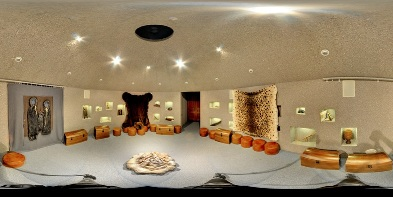
Детский раздел постоянной экспозиции «Начало начал»

В феврале 2011 года в музее был открыт специальный детский отдел постоянной экспозиции «Начало начал». Это комплексное интерактивное экспозиционное пространство, ориентированное на детскую аудиторию и дополняющее постоянную экспозицию. Отдел сконструирован как тотальная инсталляция — особое магическое пространство, погружающее маленького посетителя в эпоху мифологического сознания. «Начало начал» демонстрирует важный и неотъемлемый компонент религиозных представлений — представления о возникновении мира и его устройстве.

## Научно-методический центр по проблемам истории религии и религиоведения
Государственный музей истории религии является общероссийским научно-методическим центром Министерства культуры Российской Федерации по оказанию научно-методической помощи в области истории религии и религиоведения для музеев России, хранящих и изучающих коллекции культовых предметов.
Одним из приоритетных направлений деятельности музея как научно-методического центра являются ежегодные музейные стажировки, дающие возможность перенять уникальный опыт музея в научно-методической, экспозиционно-выставочной, фондовой и просветительной деятельности.

## Научная библиотека музея

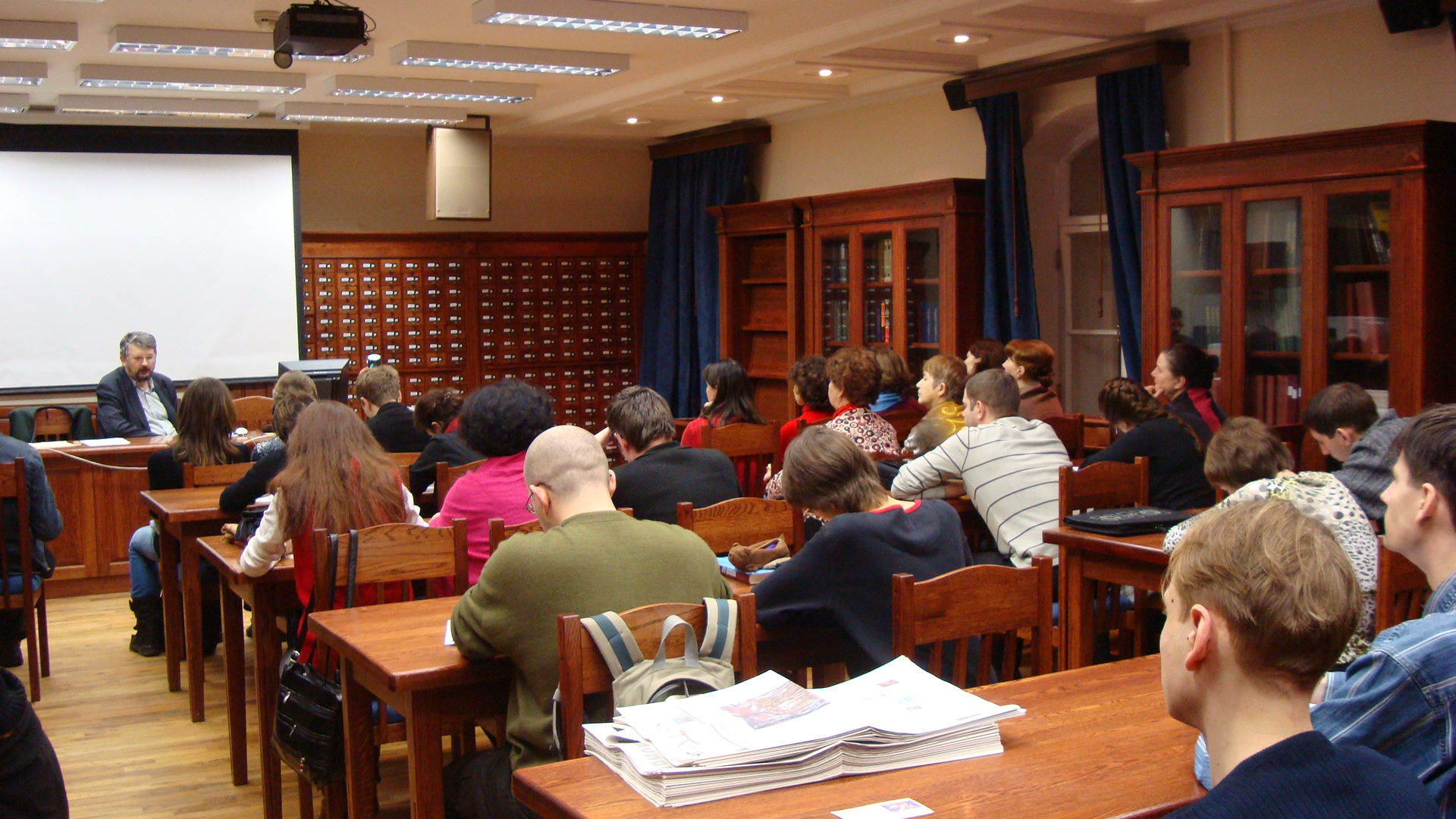
Читальный зал научной библиотеки Музея истории религии

Отдел книжных фондов (в настоящее время — Научная библиотека) был создан в 1932 году. В настоящее время фонд библиотеки насчитывает около 192 000 единиц хранения. Это одно из крупнейших книжных собраний по вопросам религии и атеизма, единственная в России библиотека светского характера, где в столь полном объёме представлена литература по различным конфессиям: христианству (православию, католицизму, протестантизму), иудаизму, исламу, буддизму, даосизму, синтоизму и т. д. В библиотеке также хранятся книги по истории, философии, психологии, археологии, этнографии, изобразительному искусству, музееведению. Основу собрания составили издания из запасного фонда Библиотеки Академии наук СССР, фондов общевузовской библиотеки (бывшей Университетской), Центрального антирелигиозного музея (ЦАМ) в Москве, рабочего антирелигиозного университета (Ленинград), Политехнического института, Института истории и др. В состав библиотеки вошла часть книжного фонда Императорского Православного Палестинского общества (книги и журналы по богословию, церковной истории, палестиноведению), книги из личных библиотек В. Д. Бонч-Бруевича, Н. М. Никольского, Б. Я. Рамма, протоиерея И. Н. Четверухина и др. Библиотека хранит следующие виды и типы изданий: книги (священные тексты, монографии, справочные издания, сборники статей), брошюры, альбомы, каталоги выставок, периодические издания (журналы и газеты) на русском, славянском и иностранных языках.
В книжное собрание библиотеки входят издания XVII—XXI веков.
Коллекции Научной библиотеки
- Коллекция изданий Библии Всемирного и Российского Библейского обществ.
- Коллекция масонской литературы.
- Коллекция богословской и дореволюционной периодики.
- Коллекция собрания трудов духовных академий и семинарий.
- Коллекция религиозно-философских изданий второй половины XIX — начала XX века.
- Коллекция старообрядческой литературы.
- Коллекция антирелигиозной литературы 1920—1930-х годов
- Коллекция трудов сотрудников музея.
- Коллекция книг на европейских языках «Rossica».

## Коллекции
Коллекция Музея приближается к отметке в 200  000 единиц хранения. Включает в себя предметы религиозного культа и быта, произведения российского и зарубежного изобразительного и декоративно-прикладного искусства. Собрание образовано по религиозно-конфессиональному принципу. В отдельные фонды выделены коллекции филателии, тканей, предметов из драгоценных металлов, фотографий и негативов, редких книг, а также научно-исторический архив.

### Фонд «Архаические и традиционные верования»
По информации, приведённой на сайте музея, в фонде 4 499 единиц хранения.
В собрании представлены вещественные и изобразительные памятники, характеризующие архаические и традиционные верования народов России и ближнего зарубежья, а также коренного населения Америки, Африки, Азии, Океании. Хронологические рамки собрания: VI тыс. до н. э. — XXI век н. э.

#### Коллекции и комплексы экспонатов
- Коллекция «Традиционные верования коренных народов Сибири и Дальнего Востока»

Содержит материалы по верованиям и обрядам чукчей, эскимосов, нанайцев, ульчей, нивхов, якутов, эвенков, бурят, ненцев, хантов, манси и др: скульптурные изображения различных духов, амулеты, предметы, связанные с промысловыми, родильными, лечебными, погребальными и другими обрядами. Наиболее полно представлены материалы по шаманству сибирских народов.
- Коллекция по традиционным верованиям народов Поволжья

Включает материалы по верованиям и обрядом удмуртов, марийцев, коми. Это ритуальная посуда и утварь из семейных святилищ, жреческие одеяния, ритуальные музыкальные инструменты, приношения семейным и родовым духам, амулеты.
- Коллекция по традиционным верованиям народов Кавказа

Представлены материалы по дохристианским и домусульманским верованиям хевсуров, сванов, пшавов, осетин, черкесов-шапсугов, народов Дагестана и др. Это жреческие костюмы и принадлежности, жертвоприношения из святилищ, материалы, связанные с обрядностью новогоднего праздника, амулеты, ритуальное печенье.
- Коллекция по традиционным верованиям русских и белорусов

Содержит материалы по народным верованиям населения Русского Севера, Калужской губернии и других районов: святочные маски, ритуальное печенье, купальские венки, куклы-кукушки, птицы-галюшки, материалы по свадебной и погребально-поминальной обрядности.
- Коллекция по традиционным верованиям народов Индонезии и Меланезии

Включает материалы по верованиям батаков, связанные с земледельческими и погребальными ритуалами — сумки для священного риса, жреческие гадальные книги и жезлы, корабль мёртвых; меланезийские скульптурные изображения предков.
- Коллекция по традиционным верованиям индейцев Америки

Её составляют отдельные предметы, связанные с верованиями индейцев Северной и Южной Америки — шаманские маски и наголовья, шумящие танцевальные браслеты и др.
- Коллекция по традиционным верованиям народов Африки

Маски, скульптура, вооружение и другие предметов народов Мали, Камеруна, Судана.
- Археологическая коллекция из раскопок средневекового финно-угорского Пятницкого могильника в Муроме (IX—XI века)

Включает бронзовые украшения и железное оружие.

### Фонд «Религии ранних цивилизаций»
По информации, приведённой на сайте музея, в фонде 5 396 единиц хранения.
В собрании представлены памятники истории и культуры, характеризующие религии Древнего Востока (Месопотамия, Вавилон, Египет), Древней Греции, Северного Причерноморья, Древнего Рима. Самые ранние из них датируются VI в до н. э. Разделы собрания фонда совпадают с их делением по историко-культурной и религиозной принадлежности: Древний Вавилон, Египет, Греция и т. д.
Коллекции и комплексы экспонатов
- Нумизматическая коллекция (VI—V века до н. э. — IV век н. э.)
- Археологическая коллекция (VI в. до н. э. — XIII в.н. э.)
- Скульптура

Отдельный комплекс экспонатов составляет гипсовая скульптура XIX—XX веков, переданная в 1950-е годы из Академии художеств и Государственного Эрмитажа.
- Графика

Большую часть коллекции составляют произведения западноевропейских мастеров XVIII—XIX веков на античные сюжеты.

### Фонд «Православие. Изобразительное искусство»
По информации, приведённой на сайте музея, в фонде около 20 000 единиц хранения.
В состав фонда входят произведения темперной, масляной живописи и графики, связанные с историей России, русской культурой и православием, отражающие особенности вероучения и культа, основные этапы истории Русской православной церкви. Кроме того собрание включает памятники по истории старообрядчества и некоторых других религиозных направлений, в том числе и не православного толка, бытовавшие на территории России (баптисты, адвентисты и.т.д.), а также русского масонства. Отдельную коллекцию составляют музейные предметы, характеризующие политику советского государства в вопросах религии и Церкви. Специфику собрания определяет многообразие иконографического материала: образов святых, христианских сюжетов и персонажей, видов православных монастырей и храмов, портретов религиозных деятелей, представленных в живописи и печатной графике. Основная часть собрания — памятники XVII—XX веков.
Коллекции и комплексы экспонатов
- Коллекция икон конца XVII—XVIII века

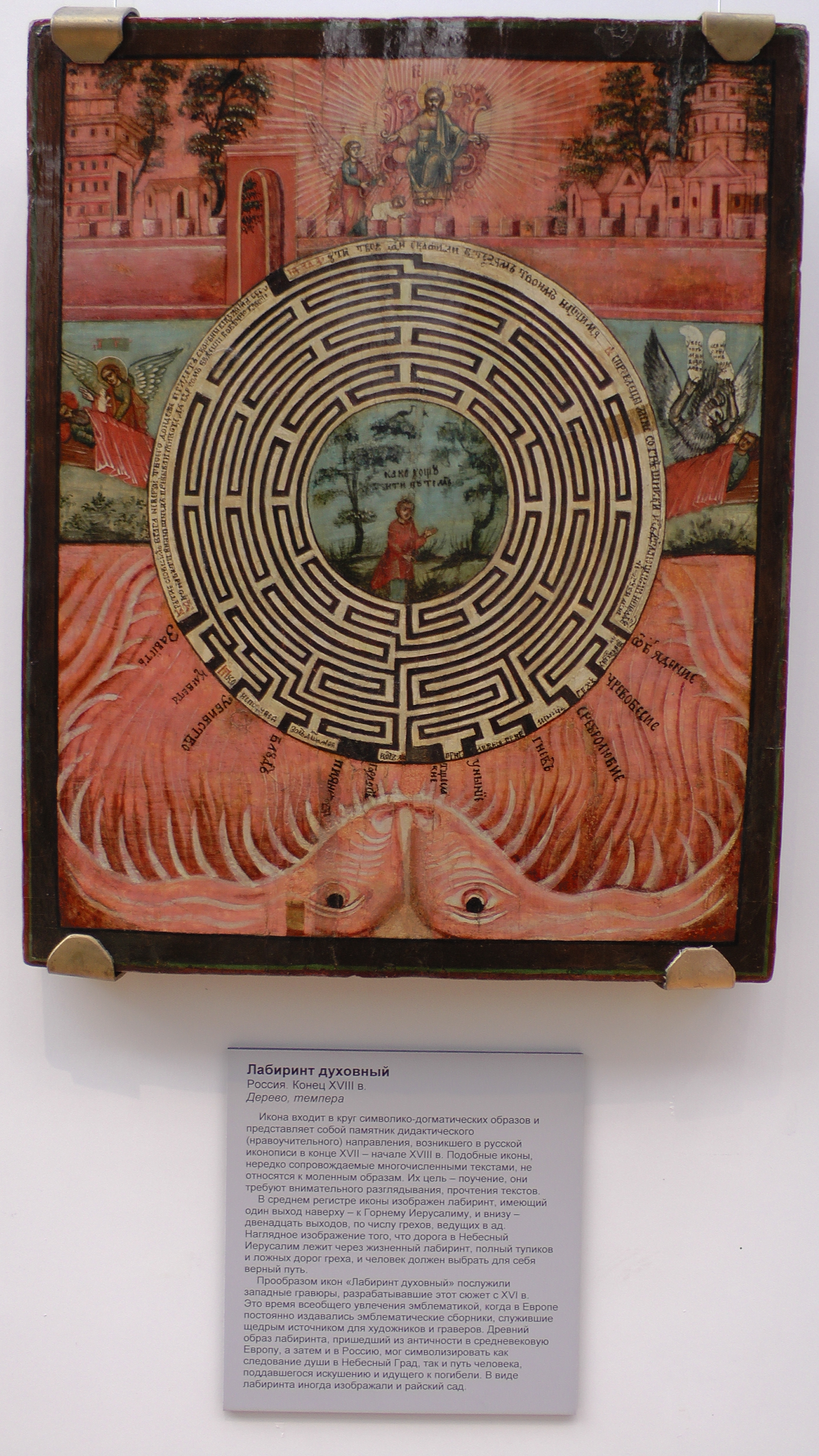
«Лабиринт духовный» на временной выставке в Музее истории религии, 2021

Большая часть составляющих её экспонатов представляет иконописную школу Московской Оружейной палаты. Включает иконы, созданные выдающимися мастерами Кириллом Улановым, Тихоном Филатьевым, Георгием Зиновьевым, Алексеем Андреевым, Дмитрием Логиновым и составляющие золотой фонд русского искусства.
В коллекции музея представлена одна из двух дошедших до нашего времени икон редкого иконографического типа «Лабиринт духовный».
- Коллекция икон мастерского письма конца XIX — начала XX века

Одна из крупнейших в России коллекция икон, связанных с историческими лицами и событиями: спасение императора Александра III с семьёй в Борках, освобождение крестьян в 1861 году, Русско-турецкая и I Мировая войны, взятие Азова, рождение императорских наследников и др.
- Масляная живопись: произведения И. К. Айвазовского, Г. Г. Мясоедова, К. Е., В. Е. и А. В. Маковских, Л. И. Соломаткина, В. В. Пукирева, В. М. Васнецова, М. В. Нестерова, М. П. Боткина, А. А. Дейнеки, Д. Н. Кардовского, Д. С. Моора и др.
- Коллекция печатной графики

Литографии с изображениям святых и почитаемых икон, евангельских сцен, виды православных монастырей и храмов, портреты религиозных деятелей.
- Коллекция гравированных и литографированных лубков

Представляет богатый репертуар русских народных картинок XVIII—XIX веков: работы известных граверов-академистов Н. И. Уткина, И. В. Ческого, А. Ф. Зубова, художников граверной мастерской П. П. Бекетова и др.
- Коллекция оригинальной графики

Рисунки К. В. Лебедева, В. Г. Перова, Ф. А. Бруни, В. М. Васнецова, М. В. Нестерова, Н. В. Неврева, Л. Н. Бенуа, Н. Д. Дмитриева-Оренбургского, О. Э. Браза и др.
- Коллекция акварельных старообрядческих рисунков XVIII—XIX веков
- Коллекция советских плакатов и карикатур 1920—1940-х годов

### Фонд «Ислам»
По информации, приведённой на сайте музея, в фонде 1 330 единиц хранения.
Собрание фонда включает предметы культа, графику, живопись, произведения декоративно-прикладного искусства. Они представляют догматику, обряды, культуру и образ жизни народов, исповедующих ислам (Средняя Азия, Поволжье, Северный Кавказ, страны мусульманского Востока — Пакистан, Индия, Ирак, Афганистан, Ливан, Турция). Основная часть экспонатов датируется XVIII—XXI веками.
Коллекции и комплексы экспонатов
- Коллекция предметов культового назначения
- Коллекция произведений декоративно-прикладного искусства и предметов быта
- Коллекция религиозных настенных хромолитографий — лубков (шамаилей), изданных в Казани в конце XIX — начале XX века
- Коллекция религиозных плакатов и «народных картинок» из стран зарубежного Востока
- Коллекция амулетов и оберегов
- Коллекция женских украшений с религиозными символами
- Коллекция живописных и графических произведений русских и советских художников
- Коллекция гравюр к русскому переводу книги Д′Оссона «Полная картина Оттоманской империи» (Санкт-Петербург, 1795)

### Фонд «Иудаизм»
По информации, приведённой на сайте музея, в фонде 1 220 единиц хранения.
Основу фонда составили предметы, поступившие из разных музейных коллекций и Государственного музейного фонда в 1930—1931 годах. Большая часть предметов ритуальной утвари принадлежит к религиозной культуре ашкеназов. Такое собрание позволяет полноценно представлять в экспозиции и выставках религиозные обряды ашкеназских общин Центральной и Восточной Европы, в частности Российской империи. Хронологические рамки фонда — XVIII — начало XX века, географические — Европа, исключение составляют несколько предметов из Средней Азии, связанные с религиозной культурой бухарских евреев.
Коллекции и комплексы экспонатов
- Коллекция свитков Торы

Собрание пергаментных рукописных свитков с текстом Торы (Пятикнижия), укрепленных на специальных древках, насчитывает более 300 единиц хранения. Такой свиток (сефер Тора) наделён в еврейской религиозной культуре наивысшей святостью. В фонде, наряду с другими, представлены мемориальные вещи, в том числе, сефер Тора, подаренная еврейской общиной Николаю II.
- Коллекция предметов, составляющих неотъемлемую часть облачения сефер Торы, и праздничной ритуальной утвари из металла

Блюда для пасхальной трапезы, праздничные светильники, в частности для Хануки.
- Коллекция деревянных футляров для мезузы

Мезуза — прямоугольный кусочек пергамента с текстом из Второзакония. По традиции, помещённая в такой футляр мезуза прикрепляется к дверному косяку согласно заповеди: «И ты напишешь их на дверных косяках твоего дома и твоих воротах» (Втор., 6:9). Подобные футляры были особенно широко распространены в Галиции.
- Коллекция тфилин
- Коллекция еврейских почтовых открыток
- Коллекция графики

Включает работы, выполненные еврейскими художниками. Например, графические листы С. Б. Юдовина на тему еврейских религиозных обрядов.

### Фонд «Религии Востока»
По информации, приведённой на сайте музея, в фонде 13 134 единиц хранения.
В собрании представлены памятники истории и культуры, характеризующие религии Востока (буддизм, индуизм, синтоизм, даосизм, конфуцианство). Хронологические рамки собрания: II—XXI века
Коллекции и комплексы экспонатов
- археологическая коллекция из раскопок буддийского культового центра Кара-Тепе (эпоха Кушанской империи) II—IV веков н. э.
- Коллекция японских свитков XVII—XIX веков с изображениями буддийских персонажей
- Коллекция буддийских ритуальных масок мистерии Цам и индуистских ритуальных масок
- Буддийские танки (иконы) XVIII—XX веков
- Коллекция буддийской скульптуры XVIII—XX веков
- Коллекция буддийской ритуальной утвари XVIII—XX веков
- Коллекция музыкальных инструментов, используемых в буддийских ритуалах (барабаны, музыкальные тарелки, трубы из металла и кости)
- Многофигурная композиция «Сукхавати — чистая земля Будды Амитабхи» дерево, папье-маше)

Бурятия. 1904—1905 годы. Создана монахами буддийских монастырей Тамчинского (Гусиноозерского) и Гегетуевского — по заказу известного собирателя предметов восточного искусства князя Э. Э. Ухтомского. Около 600 деталей.
- Комплекс «Сукхавати — чистая земля Будды Амитабхи»

Бурятия. XIX век. Около 1 500 деталей.
- Коллекция китайских народных картин (лубков) XVIII—XIX веков академика В. М. Алексеева
- Коллекция китайской скульптуры XIX века из капы
- Коллекция хромолитографий конца XIX — начала XX века с изображением персонажей индуистского пантеона
- Коллекция индуистской скульптуры XVIII—XIX внков из собрания Ф. М. Плюшкина
- Коллекция ритуальных предметов XX—XXI веков, полученных в дар от Международного научного общества «Синто» (Япония)
- Коллекция японских домашних киотов XVIII—XIX веков
- Узбекская коллекция. Коллекция Музея впервые была выделена в качестве самостоятельного целого в 2017 году в ходе работы сотрудников музея над книгой-альбомом «Культурное наследие Узбекистана в собраниях мира. Государственный музей истории религии» совместно с Всемирным обществом по изучению, сохранению и популяризации культурного наследия Узбекистана при участии председателя попечительского совета Бахтиера Фазылова, председателя научного совета Эдварда Ртвеладзе, а также председателя правления Всемирного общества и руководителя проекта «Культурное наследие Узбекистана» Фирдавса Абдухаликова, который стал одним из авторов статей. Коллекция содержит Кораны и обереги для них, амулеты из металла и глины, принадлежности для служения культов, одежды, памятники археологии из раскопок на Кара-тепе и Афрасиабе, среди них фрагменты настенной живописи и предметы быта. Широко представлены вышивка и ковры, документальные материалы, а также фотографии, в том числе с церемонии передачи Корана Османа, строительства соборной мечети в Санкт-Петербурге и изображения последнего бухарского эмира Сейида Абдулахад-хана. В собрание включены произведения изобразительного искусства (работы российских и советских художников и графиков), в том числе работы Рихарда-Карла Зоммера, Льва Бурэ, Давида Гобермана, Игоря Бартенева. Также выведена в отдельную небольшую экспозицию бухарско-еврейская коллекция, в которую вошли изделия из текстиля, предметы одежды и быта, документы на древнееврейском и арамейском языке.

### Фонд «Православие. Декоративно-прикладное искусство»
По информации, приведённой на сайте музея, в фонде 4 000 единиц хранения.
Фонд содержит предметы убранства православных храмов (Царские врата, резные украшения иконостасов, лампады, светильники), богослужебные предметы (дарохранительницы, потиры, дискосы, звездицы и др.), произведения скульптуры и мелкой пластики, различные предметы сакрального характера (напрестольные, осеняльные, наперсные; образки, дробницы и панагии; литые и резные иконы). В собрании представлены памятники XVII — начала XXI века.
Коллекции и комплексы экспонатов
- Коллекция старообрядческого искусства

В коллекцию входят предметы старообрядческого искусства: поморское литье, намогильные доски и кресты XVIII—XIX веков.
- Резные деревянные иконы, складни, образки

Предметы XVIII—XIX веков, созданные в крупнейших монастырях — Троице-Сергиевой и Киево-Печерской лаврах, в Соловецком и других монастырях.
- Коллекция евлогий

Паломнические реликвии, привезённые из Палестины и Афона в конце XIX — начале XX веков: уникальные иконки, написанные на костях рыб из Генисаретского озера; резные образки, выполненные на перламутровых раковинах в Вифлееме; барельефа на кусках Мамврийского дуба и камнях из реки Иордан.
- Коллекция медалей

Иллюстрирует как события общегосударственного значения (в память войны с Наполеоном, Крымской войны, Русско-Японской войны), так и примечательные даты церковной жизни: закладка и освящение соборов, юбилеи религиозных организаций и т. д. Отдельный комплекс экспонатов составляют награды Русской Православной церкви, переданные в дар музею Святейшим Патриархом Московским и Всея Руси Алексием Вторым и Московской Патриархией.
- Мемориальная коллекция Императорского Дома Романовых

Подношения, сделанные царской семье к праздничным и юбилейным датам (пасхальные яйца, подносные блюда); пожертвования и вклады членов императорской фамилии в храмы.

### Фонд «Религии Запада»
По информации, приведённой на сайте музея, в фонде 27 561 единиц хранения.
Фонд включает произведения религиозного и светского искусства художественных школ Италии, Испании, Германии, Австрии, Нидерландов, Голландии и Фландрии, Франции, Польши, Чехии, Словакии и России. Экспонаты фонда — живопись, скульптура, графика, декоративно-прикладное искусство, а также церковная утварь и детали облачения священнослужителей — позволяют раскрыть основные этапы истории христианства на Западе в период Средних веков, Возрождения, Реформации и Контрреформации, Нового и Новейшего времени. Ранее некоторые из этих предметов находились в частных коллекциях: Лейхтенбергских, Вяземских-Шереметьевых, Юсуповых, Строгановых, М. С. Щёкина и др. Хронологические рамки собрания: XIV—XXI века
Коллекции и комплексы экспонатов
- Коллекция итальянской живописи

Включает как произведения выдающихся мастеров и их учеников, так и малоизвестных авторов, чьи работы редко встречаются не только в отечественных, но и зарубежных музеях: Джироламо Джовеноне, Франческо и Джироламо Бассано, Карлетто Кальяри, Джованни Бальоне, Пьетро делла Веккьи, Гверчино, Вольтеррано, Карло Маратта, Помпео Батони и др. Жемчужина коллекции — не имеющее аналогов в российских музеях «Распятие», созданное художниками школы Джотто (начало XIV в.).
- Коллекция испанской живописи XV—XX веков

Произведения художников арагонской, севильской, валенсийской, мадридской школ — Жайме Матеу, Херонимо Косида, Франсиско Антолинес и Сарабья, Педро Атанасио Боканегра, Хосе Гальегос-и-Арноса, Хосе Тапиро и Баро, Цезарь Альварес Думонт и др.
- Коллекция живописи Северной Европы (Германии, Нидерландов, Фландрии и Голландии)

Представлена работами Яна ван Дорнике, Винсента Селлара, Якоба Саверея I, Яна ван дер Хейдена, Франса Франкена II, Луиса де Колери, Адама де Колониа, Христиана Дитриха, Альбрехта Адама и др.
- Коллекция немецкой и французской скульптуры XIV—XVI веков

Коллекция невелика, но уникальна по ценности памятников. Её составляют шедевры пластического искусства «Дева Мария с младенцем Христом на троне» парижского мастера XIV в.; резной полихромный алтарь «Голгофа с предстоящими св. Мартином и св. Одиллией» баварского мастера 1511 года; скульптурная группа «Пьета» и алтарь «Троица» немецких мастеров школы Тильмана Рименшнейдера начала XVI в.; деревянные полихромные скульптуры «Св. Мария Магдалина», «Св. Маврикий», «Св. Екатерина Александрийская» и др.
- Коллекция скульптуры XVII—XX веков

Включает произведения выдающихся итальянских, французских, австрийских мастеров и их школ: Пьера Пюже, Антуана Гудона, Луиджи Бьенеме, Фердинанда Штуфлессера, Пьетро Каноника и др.
- Коллекция графики

Коллекцию составляют рисунки, гравюры, литографии, созданные в разных странах Западной Европы в XVI—XX веков. В числе их авторов — Маркантонио Раймонди, Джованни Вольпато, семья Пискаторов, Клаудио Стелла, Иоахим фон Зандрарт, Ян ван Лёйкен, Корнелис Корт, семья Килиан, Жан Гранвиль, Оноре Домье, Кетэ Кольвиц.
- Коллекция декоративно-прикладного искусства

Включает предметы религиозного культа западных ветвей христианства (католицизм и Протестантизма): различные типы крестов (напрестольные, настенные и нательные), монстранции, Потиры, цибории, образки, плакетки, чётки и паломнические сувениры.
- Коллекция нумизматики (от Средних веков до XX века)
- Коллекция медалей

Включает серию с изображениями римских пап, созданную известным итальянским медальером XVI века Джованни Поцци, а также медали с портретами религиозных деятелей разных эпох.
- Коллекция западноевропейских витражей (XVI — конца XIX века)

### Фонд редкой книги
По информации, приведённой на сайте музея, в фонде 1 120 единиц хранения.
Основу фонда составляют три комплекса экспонатов. Первый — собрание инкунабул, включающее книги преимущественно богословского содержания, занимает одно из первых мест среди петербургских библиотек. Все инкунабулы — латинские. Второй — собрание старопечатных иностранных книг XVI—XVII веков. Самая ранняя датируется 1474 годом. Собрание отражает культуру и религиозную жизнь Европы в период Реформации, Контрреформации и Нового времени. Третий — собрание книг кирилловской печати XVI—XVII веков, занимающее четвёртое по значению место среди петербургских библиотек. Наиболее ранним является дофёдоровское Евангелие, из изданий Ивана Фёдорова в собрании представлен фрагмент львовского Апостола 1574 года и четыре экземпляра Библии, изданной в Остроге в 1580—1581 годах.
Коллекции и комплексы экспонатов
- Высокое Средневековье

Сочинения Фомы Аквинского, Райнерия Пизанского и др.
- Позднее Средневековье

Сочинения кардинала Пьера д’Альи, испанского богослова-томиста Раймунда Себундского и др. Знаменитый памятник деятельности инквизиции «Молот ведьм» Г. Инститориса и Я. Шпренгера представлен изданием нюрнбергского печатника Антона Кобергера 1496 года. Сочинение Аврелия Августина «О христианской науке», изданное около 1475 года в Кракове, является одним из наиболее ранних памятников польского книгопечатания.
- Собрание трудов Уильяма Оккама
- Гуманистическая литература
- Иллюминированная книга «Жизнеописание пап» Бартоломео Платины, изданная Антоном Кобергером в Нюрнберге в 1481 году и др.

### Фонд «Драгоценные металлы»
По информации, приведённой на сайте музея, в фонде 3 690 единиц хранения.

### Фонд «Научно-исторический архив»
По информации, приведённой на сайте музея, в фонде 25 000 единиц хранения.
Первоначально — «Рукописный отдел».

### Фонд «Ткани»
По информации, приведённой на сайте музея, в фонде около 7 000 единиц хранения.

### Фонд «Филателия»
По информации, приведённой на сайте музея, в фонде 2 706 единиц хранения (более 2 000 марок).

### Фонд «Фонотека-мультимедиа»
По информации, приведённой на сайте музея, в фонде 769 единиц хранения (более 5 000 записей).

### Фонд «Фототека»
По информации, приведённой на сайте музея, в фонде более 30 000 единиц хранения.